# Vuelta a España 2025
Vuelta a España 2025 – 80. edycja wyścigu kolarskiego Vuelta a España, która odbywa się w dniach od 23 sierpnia do 14 września 2025 na liczącej ponad 3141 kilometrów trasie składającej się z 21 etapów i biegnącej z włoskiej Venaria Reale do Madrytu. Impreza kategorii 2.UWT jest częścią UCI World Tour 2025.

## Etapy
| Etap | Data   | Start – Meta                                 | type                       | Dystans (km) | Suma wzniesień (m) | Zwycięzca etapu | Lider |
| ---- | ------ | -------------------------------------------- | -------------------------- | ------------ | ------------------ | --------------- | ----- |
| 1    | 23 sie | Reggia di Venaria – Novara                   | płaski                     | 186,1        | 1282 m             |                 |       |
| 2    | 24 sie | Alba – Limone Piemonte                       | płaski                     | 157          | 1860 m             |                 |       |
| 3    | 25 sie | San Maurizio Canavese – Ceres                | górzysty                   | 139          | 1986 m             |                 |       |
| 4    | 26 sie | Susa – Voiron                                | górzysty                   | 192          | 3264 m             |                 |       |
| 5    | 27 sie | Figueres – Figueres                          | jazda drużynowa na czas    | 20           | 135 m              |                 |       |
| 6    | 28 sie | Olot – Pal                                   | górski                     | 171          | 3416 m             |                 |       |
| 7    | 29 sie | Andora – Cerler                              | górski                     | 187          | 4483 m             |                 |       |
| 8    | 30 sie | Castillo de Monzón – Saragossa               | płaski                     | 158          |                    |                 |       |
| 9    | 31 sie | Alfaro – Valdezcaray                         | pagórkowaty                | 195          |                    |                 |       |
| 10   | 2 wrz  | Sendaviva – Larra-Belagua                    | płaski                     | 168          |                    |                 |       |
| 11   | 3 wrz  | Bilbao – Bilbao                              | górzysty                   | 167          |                    |                 |       |
| 12   | 4 wrz  | Laredo – Los Corrales de Buelna              | górzysty                   | 143          |                    |                 |       |
| 13   | 5 wrz  | Cabezón de la Sal – Angliru                  | górski                     | 202          | 3985 m             |                 |       |
| 14   | 6 wrz  | Avilés – Alto de la Farrapona                | górski                     | 135          | 4044 m             |                 |       |
| 15   | 7 wrz  | Vegadeo – Monforte de Lemos                  | górzysty                   | 167          |                    |                 |       |
| 16   | 9 wrz  | Poio – Mos                                   | górzysty                   | 172          |                    |                 |       |
| 17   | 10 wrz | O Barco de Valdeorras – Puerto del Morredero | górzysty                   | 143          |                    |                 |       |
| 18   | 11 wrz | Valladolid – Valladolid                      | jazda indywidualna na czas | 26           |                    |                 |       |
| 19   | 12 wrz | Rueda – Guijuelo                             | płaski                     | 159          | 1369 m             |                 |       |
| 20   | 13 wrz | Robledo de Chavela – Bola del Mundo          | górski                     | 156          | 4106 m             |                 |       |
| 21   | 14 wrz | Valdeolmos-Alalpardo – Madryt                | płaski                     | 101          | 836 m              |                 |       |

## Uczestnicy

### Drużyny
| WorldTeams (18)- Alpecin-Deceuninck - Arkéa-B&B Hotels - Bahrain-Victorious - Cofidis - Decathlon AG2R La Mondiale Team - EF Education-EasyPost - Groupama-FDJ - Ineos Grenadiers - Intermarché-Wanty - Lidl-Trek - Movistar Team - Red Bull-BORA-hansgrohe - Soudal Quick-Step - Team Jayco AlUla - Team Picnic-PostNL - Team Visma \| Lease a Bike - UAE Team Emirates XRG - XDS Astana Team ProTeams (5)- Burgos-Burpellet-BH - Caja Rural-Seguros RGA - Q36.5 Pro Cycling Team - Israel-Premier Tech - Lotto |
| |

### Lista startowa
Legenda: DNF – nie ukończył etapu, OTL – przekroczył limit czasu, DNS – nie wystartował do etapu, DSQ – zdyskwalifikowany. Numer przy skrócie oznacza etap, na którym kolarz opuścił wyścig.

## Wyniki etapów

### Etap 1
| Reggia di Venaria - Novara | płaski | (186,1 km) |

| \| Klasyfikacja etapu \| Klasyfikacja etapu \| Klasyfikacja etapu \| Klasyfikacja etapu \| Klasyfikacja etapu \| Klasyfikacja etapu \| \| Drużyna \| Drużyna \| Państwo \| Czas \| Strata \| Prędkość \| \| ------------------ \| ------------------ \| ------------------ \| ------------------ \| ------------------ \| ------------------ \| |         |         |      |        |          |
| |         |         |      |        |          |
| Źródło: ProCyclingStats |         |         |      |        |          |
| Klasyfikacja etapu |         |         |      |        |          |
| Drużyna | Drużyna | Państwo | Czas | Strata | Prędkość |

| \| Klasyfikacja generalna \| Klasyfikacja generalna \| Klasyfikacja generalna \| Klasyfikacja generalna \| Klasyfikacja generalna \| \| Kolarz \| Kolarz \| Państwo \| Drużyna \| Czas \| \| ---------------------- \| ---------------------- \| ---------------------- \| ---------------------- \| ---------------------- \| |        |         |         |      |
| |        |         |         |      |
| Źródło: ProCyclingStats |        |         |         |      |
| Klasyfikacja generalna |        |         |         |      |
| Kolarz | Kolarz | Państwo | Drużyna | Czas |

### Etap 2
| Alba - Limone Piemonte | płaski | (157 km) |

| \| Klasyfikacja etapu \| Klasyfikacja etapu \| Klasyfikacja etapu \| Klasyfikacja etapu \| Klasyfikacja etapu \| \| Kolarz \| Kolarz \| Państwo \| Drużyna \| Czas \| \| ------------------ \| ------------------ \| ------------------ \| ------------------ \| ------------------ \| |        |         |         |      |
| |        |         |         |      |
| Źródło: ProCyclingStats |        |         |         |      |
| Klasyfikacja etapu |        |         |         |      |
| Kolarz | Kolarz | Państwo | Drużyna | Czas |

| \| Klasyfikacja generalna \| Klasyfikacja generalna \| Klasyfikacja generalna \| Klasyfikacja generalna \| Klasyfikacja generalna \| \| Kolarz \| Kolarz \| Państwo \| Drużyna \| Czas \| \| ---------------------- \| ---------------------- \| ---------------------- \| ---------------------- \| ---------------------- \| |        |         |         |      |
| |        |         |         |      |
| Źródło: ProCyclingStats |        |         |         |      |
| Klasyfikacja generalna |        |         |         |      |
| Kolarz | Kolarz | Państwo | Drużyna | Czas |

### Etap 3
| San Maurizio Canavese - Ceres | górzysty | (139 km) |

| \| Klasyfikacja etapu \| Klasyfikacja etapu \| Klasyfikacja etapu \| Klasyfikacja etapu \| Klasyfikacja etapu \| \| Kolarz \| Kolarz \| Państwo \| Drużyna \| Czas \| \| ------------------ \| ------------------ \| ------------------ \| ------------------ \| ------------------ \| |        |         |         |      |
| |        |         |         |      |
| Źródło: ProCyclingStats |        |         |         |      |
| Klasyfikacja etapu |        |         |         |      |
| Kolarz | Kolarz | Państwo | Drużyna | Czas |

| \| Klasyfikacja generalna \| Klasyfikacja generalna \| Klasyfikacja generalna \| Klasyfikacja generalna \| Klasyfikacja generalna \| \| Kolarz \| Kolarz \| Państwo \| Drużyna \| Czas \| \| ---------------------- \| ---------------------- \| ---------------------- \| ---------------------- \| ---------------------- \| |        |         |         |      |
| |        |         |         |      |
| Źródło: ProCyclingStats |        |         |         |      |
| Klasyfikacja generalna |        |         |         |      |
| Kolarz | Kolarz | Państwo | Drużyna | Czas |

### Etap 4
| Susa - Voiron | górzysty | (192 km) |

| \| Klasyfikacja etapu \| Klasyfikacja etapu \| Klasyfikacja etapu \| Klasyfikacja etapu \| Klasyfikacja etapu \| \| Kolarz \| Kolarz \| Państwo \| Drużyna \| Czas \| \| ------------------ \| ------------------ \| ------------------ \| ------------------ \| ------------------ \| |        |         |         |      |
| |        |         |         |      |
| Źródło: ProCyclingStats |        |         |         |      |
| Klasyfikacja etapu |        |         |         |      |
| Kolarz | Kolarz | Państwo | Drużyna | Czas |

| \| Klasyfikacja generalna \| Klasyfikacja generalna \| Klasyfikacja generalna \| Klasyfikacja generalna \| Klasyfikacja generalna \| \| Kolarz \| Kolarz \| Państwo \| Drużyna \| Czas \| \| ---------------------- \| ---------------------- \| ---------------------- \| ---------------------- \| ---------------------- \| |        |         |         |      |
| |        |         |         |      |
| Źródło: ProCyclingStats |        |         |         |      |
| Klasyfikacja generalna |        |         |         |      |
| Kolarz | Kolarz | Państwo | Drużyna | Czas |

### Etap 5
| Figueres - Figueres | jazda drużynowa na czas | (20 km) |

| \| Klasyfikacja etapu \| Klasyfikacja etapu \| Klasyfikacja etapu \| Klasyfikacja etapu \| Klasyfikacja etapu \| \| Kolarz \| Kolarz \| Państwo \| Drużyna \| Czas \| \| ------------------ \| ------------------ \| ------------------ \| ------------------ \| ------------------ \| |        |         |         |      |
| |        |         |         |      |
| Źródło: ProCyclingStats |        |         |         |      |
| Klasyfikacja etapu |        |         |         |      |
| Kolarz | Kolarz | Państwo | Drużyna | Czas |

| \| Klasyfikacja generalna \| Klasyfikacja generalna \| Klasyfikacja generalna \| Klasyfikacja generalna \| Klasyfikacja generalna \| \| Kolarz \| Kolarz \| Państwo \| Drużyna \| Czas \| \| ---------------------- \| ---------------------- \| ---------------------- \| ---------------------- \| ---------------------- \| |        |         |         |      |
| |        |         |         |      |
| Źródło: ProCyclingStats |        |         |         |      |
| Klasyfikacja generalna |        |         |         |      |
| Kolarz | Kolarz | Państwo | Drużyna | Czas |

### Etap 6
| Olot - Pal | górski | (171 km) |

| \| Klasyfikacja etapu \| Klasyfikacja etapu \| Klasyfikacja etapu \| Klasyfikacja etapu \| Klasyfikacja etapu \| \| Kolarz \| Kolarz \| Państwo \| Drużyna \| Czas \| \| ------------------ \| ------------------ \| ------------------ \| ------------------ \| ------------------ \| |        |         |         |      |
| |        |         |         |      |
| Źródło: ProCyclingStats |        |         |         |      |
| Klasyfikacja etapu |        |         |         |      |
| Kolarz | Kolarz | Państwo | Drużyna | Czas |

| \| Klasyfikacja generalna \| Klasyfikacja generalna \| Klasyfikacja generalna \| Klasyfikacja generalna \| Klasyfikacja generalna \| \| Kolarz \| Kolarz \| Państwo \| Drużyna \| Czas \| \| ---------------------- \| ---------------------- \| ---------------------- \| ---------------------- \| ---------------------- \| |        |         |         |      |
| |        |         |         |      |
| Źródło: ProCyclingStats |        |         |         |      |
| Klasyfikacja generalna |        |         |         |      |
| Kolarz | Kolarz | Państwo | Drużyna | Czas |

### Etap 7
| Andora - Cerler | górski | (187 km) |

| \| Klasyfikacja etapu \| Klasyfikacja etapu \| Klasyfikacja etapu \| Klasyfikacja etapu \| Klasyfikacja etapu \| \| Kolarz \| Kolarz \| Państwo \| Drużyna \| Czas \| \| ------------------ \| ------------------ \| ------------------ \| ------------------ \| ------------------ \| |        |         |         |      |
| |        |         |         |      |
| Źródło: ProCyclingStats |        |         |         |      |
| Klasyfikacja etapu |        |         |         |      |
| Kolarz | Kolarz | Państwo | Drużyna | Czas |

| \| Klasyfikacja generalna \| Klasyfikacja generalna \| Klasyfikacja generalna \| Klasyfikacja generalna \| Klasyfikacja generalna \| \| Kolarz \| Kolarz \| Państwo \| Drużyna \| Czas \| \| ---------------------- \| ---------------------- \| ---------------------- \| ---------------------- \| ---------------------- \| |        |         |         |      |
| |        |         |         |      |
| Źródło: ProCyclingStats |        |         |         |      |
| Klasyfikacja generalna |        |         |         |      |
| Kolarz | Kolarz | Państwo | Drużyna | Czas |

### Etap 8
| Castillo de Monzón - Saragossa | płaski | (158 km) |

| \| Klasyfikacja etapu \| Klasyfikacja etapu \| Klasyfikacja etapu \| Klasyfikacja etapu \| Klasyfikacja etapu \| \| Kolarz \| Kolarz \| Państwo \| Drużyna \| Czas \| \| ------------------ \| ------------------ \| ------------------ \| ------------------ \| ------------------ \| |        |         |         |      |
| |        |         |         |      |
| Źródło: ProCyclingStats |        |         |         |      |
| Klasyfikacja etapu |        |         |         |      |
| Kolarz | Kolarz | Państwo | Drużyna | Czas |

| \| Klasyfikacja generalna \| Klasyfikacja generalna \| Klasyfikacja generalna \| Klasyfikacja generalna \| Klasyfikacja generalna \| \| Kolarz \| Kolarz \| Państwo \| Drużyna \| Czas \| \| ---------------------- \| ---------------------- \| ---------------------- \| ---------------------- \| ---------------------- \| |        |         |         |      |
| |        |         |         |      |
| Źródło: ProCyclingStats |        |         |         |      |
| Klasyfikacja generalna |        |         |         |      |
| Kolarz | Kolarz | Państwo | Drużyna | Czas |

### Etap 9
| Alfaro - Valdezcaray | pagórkowaty | (195 km) |

| \| Klasyfikacja etapu \| Klasyfikacja etapu \| Klasyfikacja etapu \| Klasyfikacja etapu \| Klasyfikacja etapu \| \| Kolarz \| Kolarz \| Państwo \| Drużyna \| Czas \| \| ------------------ \| ------------------ \| ------------------ \| ------------------ \| ------------------ \| |        |         |         |      |
| |        |         |         |      |
| Źródło: ProCyclingStats |        |         |         |      |
| Klasyfikacja etapu |        |         |         |      |
| Kolarz | Kolarz | Państwo | Drużyna | Czas |

| \| Klasyfikacja generalna \| Klasyfikacja generalna \| Klasyfikacja generalna \| Klasyfikacja generalna \| Klasyfikacja generalna \| \| Kolarz \| Kolarz \| Państwo \| Drużyna \| Czas \| \| ---------------------- \| ---------------------- \| ---------------------- \| ---------------------- \| ---------------------- \| |        |         |         |      |
| |        |         |         |      |
| Źródło: ProCyclingStats |        |         |         |      |
| Klasyfikacja generalna |        |         |         |      |
| Kolarz | Kolarz | Państwo | Drużyna | Czas |

### Etap 10
| Sendaviva - Larra-Belagua | płaski | (168 km) |

| \| Klasyfikacja etapu \| Klasyfikacja etapu \| Klasyfikacja etapu \| Klasyfikacja etapu \| Klasyfikacja etapu \| \| Kolarz \| Kolarz \| Państwo \| Drużyna \| Czas \| \| ------------------ \| ------------------ \| ------------------ \| ------------------ \| ------------------ \| |        |         |         |      |
| |        |         |         |      |
| Źródło: ProCyclingStats |        |         |         |      |
| Klasyfikacja etapu |        |         |         |      |
| Kolarz | Kolarz | Państwo | Drużyna | Czas |

| \| Klasyfikacja generalna \| Klasyfikacja generalna \| Klasyfikacja generalna \| Klasyfikacja generalna \| Klasyfikacja generalna \| \| Kolarz \| Kolarz \| Państwo \| Drużyna \| Czas \| \| ---------------------- \| ---------------------- \| ---------------------- \| ---------------------- \| ---------------------- \| |        |         |         |      |
| |        |         |         |      |
| Źródło: ProCyclingStats |        |         |         |      |
| Klasyfikacja generalna |        |         |         |      |
| Kolarz | Kolarz | Państwo | Drużyna | Czas |

### Etap 11
| Bilbao - Bilbao | górzysty | (167 km) |

| \| Klasyfikacja etapu \| Klasyfikacja etapu \| Klasyfikacja etapu \| Klasyfikacja etapu \| Klasyfikacja etapu \| \| Kolarz \| Kolarz \| Państwo \| Drużyna \| Czas \| \| ------------------ \| ------------------ \| ------------------ \| ------------------ \| ------------------ \| |        |         |         |      |
| |        |         |         |      |
| Źródło: ProCyclingStats |        |         |         |      |
| Klasyfikacja etapu |        |         |         |      |
| Kolarz | Kolarz | Państwo | Drużyna | Czas |

| \| Klasyfikacja generalna \| Klasyfikacja generalna \| Klasyfikacja generalna \| Klasyfikacja generalna \| Klasyfikacja generalna \| \| Kolarz \| Kolarz \| Państwo \| Drużyna \| Czas \| \| ---------------------- \| ---------------------- \| ---------------------- \| ---------------------- \| ---------------------- \| |        |         |         |      |
| |        |         |         |      |
| Źródło: ProCyclingStats |        |         |         |      |
| Klasyfikacja generalna |        |         |         |      |
| Kolarz | Kolarz | Państwo | Drużyna | Czas |

### Etap 12
| Laredo - Los Corrales de Buelna | górzysty | (143 km) |

| \| Klasyfikacja etapu \| Klasyfikacja etapu \| Klasyfikacja etapu \| Klasyfikacja etapu \| Klasyfikacja etapu \| \| Kolarz \| Kolarz \| Państwo \| Drużyna \| Czas \| \| ------------------ \| ------------------ \| ------------------ \| ------------------ \| ------------------ \| |        |         |         |      |
| |        |         |         |      |
| Źródło: ProCyclingStats |        |         |         |      |
| Klasyfikacja etapu |        |         |         |      |
| Kolarz | Kolarz | Państwo | Drużyna | Czas |

| \| Klasyfikacja generalna \| Klasyfikacja generalna \| Klasyfikacja generalna \| Klasyfikacja generalna \| Klasyfikacja generalna \| \| Kolarz \| Kolarz \| Państwo \| Drużyna \| Czas \| \| ---------------------- \| ---------------------- \| ---------------------- \| ---------------------- \| ---------------------- \| |        |         |         |      |
| |        |         |         |      |
| Źródło: ProCyclingStats |        |         |         |      |
| Klasyfikacja generalna |        |         |         |      |
| Kolarz | Kolarz | Państwo | Drużyna | Czas |

### Etap 13
| Cabezón de la Sal - Angliru | górski | (202 km) |

| \| Klasyfikacja etapu \| Klasyfikacja etapu \| Klasyfikacja etapu \| Klasyfikacja etapu \| Klasyfikacja etapu \| \| Kolarz \| Kolarz \| Państwo \| Drużyna \| Czas \| \| ------------------ \| ------------------ \| ------------------ \| ------------------ \| ------------------ \| |        |         |         |      |
| |        |         |         |      |
| Źródło: ProCyclingStats |        |         |         |      |
| Klasyfikacja etapu |        |         |         |      |
| Kolarz | Kolarz | Państwo | Drużyna | Czas |

| \| Klasyfikacja generalna \| Klasyfikacja generalna \| Klasyfikacja generalna \| Klasyfikacja generalna \| Klasyfikacja generalna \| \| Kolarz \| Kolarz \| Państwo \| Drużyna \| Czas \| \| ---------------------- \| ---------------------- \| ---------------------- \| ---------------------- \| ---------------------- \| |        |         |         |      |
| |        |         |         |      |
| Źródło: ProCyclingStats |        |         |         |      |
| Klasyfikacja generalna |        |         |         |      |
| Kolarz | Kolarz | Państwo | Drużyna | Czas |

### Etap 14
| Avilés - Alto de la Farrapona | górski | (135 km) |

| \| Klasyfikacja etapu \| Klasyfikacja etapu \| Klasyfikacja etapu \| Klasyfikacja etapu \| Klasyfikacja etapu \| \| Kolarz \| Kolarz \| Państwo \| Drużyna \| Czas \| \| ------------------ \| ------------------ \| ------------------ \| ------------------ \| ------------------ \| |        |         |         |      |
| |        |         |         |      |
| Źródło: ProCyclingStats |        |         |         |      |
| Klasyfikacja etapu |        |         |         |      |
| Kolarz | Kolarz | Państwo | Drużyna | Czas |

| \| Klasyfikacja generalna \| Klasyfikacja generalna \| Klasyfikacja generalna \| Klasyfikacja generalna \| Klasyfikacja generalna \| \| Kolarz \| Kolarz \| Państwo \| Drużyna \| Czas \| \| ---------------------- \| ---------------------- \| ---------------------- \| ---------------------- \| ---------------------- \| |        |         |         |      |
| |        |         |         |      |
| Źródło: ProCyclingStats |        |         |         |      |
| Klasyfikacja generalna |        |         |         |      |
| Kolarz | Kolarz | Państwo | Drużyna | Czas |

### Etap 15
| Vegadeo - Monforte de Lemos | górzysty | (167 km) |

| \| Klasyfikacja etapu \| Klasyfikacja etapu \| Klasyfikacja etapu \| Klasyfikacja etapu \| Klasyfikacja etapu \| \| Kolarz \| Kolarz \| Państwo \| Drużyna \| Czas \| \| ------------------ \| ------------------ \| ------------------ \| ------------------ \| ------------------ \| |        |         |         |      |
| |        |         |         |      |
| Źródło: ProCyclingStats |        |         |         |      |
| Klasyfikacja etapu |        |         |         |      |
| Kolarz | Kolarz | Państwo | Drużyna | Czas |

| \| Klasyfikacja generalna \| Klasyfikacja generalna \| Klasyfikacja generalna \| Klasyfikacja generalna \| Klasyfikacja generalna \| \| Kolarz \| Kolarz \| Państwo \| Drużyna \| Czas \| \| ---------------------- \| ---------------------- \| ---------------------- \| ---------------------- \| ---------------------- \| |        |         |         |      |
| |        |         |         |      |
| Źródło: ProCyclingStats |        |         |         |      |
| Klasyfikacja generalna |        |         |         |      |
| Kolarz | Kolarz | Państwo | Drużyna | Czas |

### Etap 16
| Poio - Mos | górzysty | (172 km) |

| \| Klasyfikacja etapu \| Klasyfikacja etapu \| Klasyfikacja etapu \| Klasyfikacja etapu \| Klasyfikacja etapu \| \| Kolarz \| Kolarz \| Państwo \| Drużyna \| Czas \| \| ------------------ \| ------------------ \| ------------------ \| ------------------ \| ------------------ \| |        |         |         |      |
| |        |         |         |      |
| Źródło: ProCyclingStats |        |         |         |      |
| Klasyfikacja etapu |        |         |         |      |
| Kolarz | Kolarz | Państwo | Drużyna | Czas |

| \| Klasyfikacja generalna \| Klasyfikacja generalna \| Klasyfikacja generalna \| Klasyfikacja generalna \| Klasyfikacja generalna \| \| Kolarz \| Kolarz \| Państwo \| Drużyna \| Czas \| \| ---------------------- \| ---------------------- \| ---------------------- \| ---------------------- \| ---------------------- \| |        |         |         |      |
| |        |         |         |      |
| Źródło: ProCyclingStats |        |         |         |      |
| Klasyfikacja generalna |        |         |         |      |
| Kolarz | Kolarz | Państwo | Drużyna | Czas |

### Etap 17
| O Barco de Valdeorras - Puerto del Morredero | górzysty | (143 km) |

| \| Klasyfikacja etapu \| Klasyfikacja etapu \| Klasyfikacja etapu \| Klasyfikacja etapu \| Klasyfikacja etapu \| \| Kolarz \| Kolarz \| Państwo \| Drużyna \| Czas \| \| ------------------ \| ------------------ \| ------------------ \| ------------------ \| ------------------ \| |        |         |         |      |
| |        |         |         |      |
| Źródło: ProCyclingStats |        |         |         |      |
| Klasyfikacja etapu |        |         |         |      |
| Kolarz | Kolarz | Państwo | Drużyna | Czas |

| \| Klasyfikacja generalna \| Klasyfikacja generalna \| Klasyfikacja generalna \| Klasyfikacja generalna \| Klasyfikacja generalna \| \| Kolarz \| Kolarz \| Państwo \| Drużyna \| Czas \| \| ---------------------- \| ---------------------- \| ---------------------- \| ---------------------- \| ---------------------- \| |        |         |         |      |
| |        |         |         |      |
| Źródło: ProCyclingStats |        |         |         |      |
| Klasyfikacja generalna |        |         |         |      |
| Kolarz | Kolarz | Państwo | Drużyna | Czas |

### Etap 18
| Valladolid - Valladolid | jazda indywidualna na czas | (26 km) |

| \| Klasyfikacja etapu \| Klasyfikacja etapu \| Klasyfikacja etapu \| Klasyfikacja etapu \| Klasyfikacja etapu \| \| Kolarz \| Kolarz \| Państwo \| Drużyna \| Czas \| \| ------------------ \| ------------------ \| ------------------ \| ------------------ \| ------------------ \| |        |         |         |      |
| |        |         |         |      |
| Źródło: ProCyclingStats |        |         |         |      |
| Klasyfikacja etapu |        |         |         |      |
| Kolarz | Kolarz | Państwo | Drużyna | Czas |

| \| Klasyfikacja generalna \| Klasyfikacja generalna \| Klasyfikacja generalna \| Klasyfikacja generalna \| Klasyfikacja generalna \| \| Kolarz \| Kolarz \| Państwo \| Drużyna \| Czas \| \| ---------------------- \| ---------------------- \| ---------------------- \| ---------------------- \| ---------------------- \| |        |         |         |      |
| |        |         |         |      |
| Źródło: ProCyclingStats |        |         |         |      |
| Klasyfikacja generalna |        |         |         |      |
| Kolarz | Kolarz | Państwo | Drużyna | Czas |

### Etap 19
| Rueda - Guijuelo | płaski | (159 km) |

| \| Klasyfikacja etapu \| Klasyfikacja etapu \| Klasyfikacja etapu \| Klasyfikacja etapu \| Klasyfikacja etapu \| \| Kolarz \| Kolarz \| Państwo \| Drużyna \| Czas \| \| ------------------ \| ------------------ \| ------------------ \| ------------------ \| ------------------ \| |        |         |         |      |
| |        |         |         |      |
| Źródło: ProCyclingStats |        |         |         |      |
| Klasyfikacja etapu |        |         |         |      |
| Kolarz | Kolarz | Państwo | Drużyna | Czas |

| \| Klasyfikacja generalna \| Klasyfikacja generalna \| Klasyfikacja generalna \| Klasyfikacja generalna \| Klasyfikacja generalna \| \| Kolarz \| Kolarz \| Państwo \| Drużyna \| Czas \| \| ---------------------- \| ---------------------- \| ---------------------- \| ---------------------- \| ---------------------- \| |        |         |         |      |
| |        |         |         |      |
| Źródło: ProCyclingStats |        |         |         |      |
| Klasyfikacja generalna |        |         |         |      |
| Kolarz | Kolarz | Państwo | Drużyna | Czas |

### Etap 20
| Robledo de Chavela - Bola del Mundo | górski | (156 km) |

| \| Klasyfikacja etapu \| Klasyfikacja etapu \| Klasyfikacja etapu \| Klasyfikacja etapu \| Klasyfikacja etapu \| \| Kolarz \| Kolarz \| Państwo \| Drużyna \| Czas \| \| ------------------ \| ------------------ \| ------------------ \| ------------------ \| ------------------ \| |        |         |         |      |
| |        |         |         |      |
| Źródło: ProCyclingStats |        |         |         |      |
| Klasyfikacja etapu |        |         |         |      |
| Kolarz | Kolarz | Państwo | Drużyna | Czas |

| \| Klasyfikacja generalna \| Klasyfikacja generalna \| Klasyfikacja generalna \| Klasyfikacja generalna \| Klasyfikacja generalna \| \| Kolarz \| Kolarz \| Państwo \| Drużyna \| Czas \| \| ---------------------- \| ---------------------- \| ---------------------- \| ---------------------- \| ---------------------- \| |        |         |         |      |
| |        |         |         |      |
| Źródło: ProCyclingStats |        |         |         |      |
| Klasyfikacja generalna |        |         |         |      |
| Kolarz | Kolarz | Państwo | Drużyna | Czas |

### Etap 21
| Valdeolmos-Alalpardo - Madryt | płaski | (101 km) |

| \| Klasyfikacja etapu \| Klasyfikacja etapu \| Klasyfikacja etapu \| Klasyfikacja etapu \| Klasyfikacja etapu \| \| Kolarz \| Kolarz \| Państwo \| Drużyna \| Czas \| \| ------------------ \| ------------------ \| ------------------ \| ------------------ \| ------------------ \| |        |         |         |      |
| |        |         |         |      |
| Źródło: ProCyclingStats |        |         |         |      |
| Klasyfikacja etapu |        |         |         |      |
| Kolarz | Kolarz | Państwo | Drużyna | Czas |

## Klasyfikacje

### Klasyfikacja generalna
| \| Klasyfikacja generalna \| Klasyfikacja generalna \| Klasyfikacja generalna \| Klasyfikacja generalna \| Klasyfikacja generalna \| \| Kolarz \| Kolarz \| Państwo \| Drużyna \| Czas \| \| ---------------------- \| ---------------------- \| ---------------------- \| ---------------------- \| ---------------------- \| |        |         |         |      |
| |        |         |         |      |
| Źródło: ProCyclingStats |        |         |         |      |
| Klasyfikacja generalna |        |         |         |      |
| Kolarz | Kolarz | Państwo | Drużyna | Czas |

| Klasyfikacja punktowa | Klasyfikacja punktowa | Klasyfikacja punktowa | Klasyfikacja punktowa | Klasyfikacja punktowa |
| Kolarz                | Kolarz                | Państwo               | Drużyna               | Punkty                |
| --------------------- | --------------------- | --------------------- | --------------------- | --------------------- |

| Klasyfikacja punktowa | Klasyfikacja punktowa | Klasyfikacja punktowa | Klasyfikacja punktowa | Klasyfikacja punktowa |
| Kolarz                | Kolarz                | Państwo               | Drużyna               | Punkty                |
| --------------------- | --------------------- | --------------------- | --------------------- | --------------------- |

| Klasyfikacja górska | Klasyfikacja górska | Klasyfikacja górska | Klasyfikacja górska | Klasyfikacja górska |
| Kolarz              | Kolarz              | Państwo             | Drużyna             | Punkty              |
| ------------------- | ------------------- | ------------------- | ------------------- | ------------------- |

| Klasyfikacja górska | Klasyfikacja górska | Klasyfikacja górska | Klasyfikacja górska | Klasyfikacja górska |
| Kolarz              | Kolarz              | Państwo             | Drużyna             | Punkty              |
| ------------------- | ------------------- | ------------------- | ------------------- | ------------------- |

| Klasyfikacja młodzieżowa | Klasyfikacja młodzieżowa | Klasyfikacja młodzieżowa | Klasyfikacja młodzieżowa | Klasyfikacja młodzieżowa |
| Kolarz                   | Kolarz                   | Państwo                  | Drużyna                  | Czas                     |
| ------------------------ | ------------------------ | ------------------------ | ------------------------ | ------------------------ |

| Klasyfikacja młodzieżowa | Klasyfikacja młodzieżowa | Klasyfikacja młodzieżowa | Klasyfikacja młodzieżowa | Klasyfikacja młodzieżowa |
| Kolarz                   | Kolarz                   | Państwo                  | Drużyna                  | Czas                     |
| ------------------------ | ------------------------ | ------------------------ | ------------------------ | ------------------------ |

| Klasyfikacja drużynowa | Klasyfikacja drużynowa | Klasyfikacja drużynowa | Klasyfikacja drużynowa |
| Drużyna                | Drużyna                | Państwo                | Czas                   |
| ---------------------- | ---------------------- | ---------------------- | ---------------------- |

| Klasyfikacja drużynowa | Klasyfikacja drużynowa | Klasyfikacja drużynowa | Klasyfikacja drużynowa |
| Drużyna                | Drużyna                | Państwo                | Czas                   |
| ---------------------- | ---------------------- | ---------------------- | ---------------------- |

### Liderzy klasyfikacji
| Etap   |                            |
| ------ | -------------------------- |
| 1      | płaski                     |
| 2      | płaski                     |
| 3      | górzysty                   |
| 4      | górzysty                   |
| 5      | jazda drużynowa na czas    |
| 6      | górski                     |
| 7      | górski                     |
| 8      | płaski                     |
| 9      | pagórkowaty                |
| 10     | płaski                     |
| 11     | górzysty                   |
| 12     | górzysty                   |
| 13     | górski                     |
| 14     | górski                     |
| 15     | górzysty                   |
| 16     | górzysty                   |
| 17     | górzysty                   |
| 18     | jazda indywidualna na czas |
| 19     | płaski                     |
| 20     | górski                     |
| 21     | płaski                     |
| Koniec |                            |